# Pretty Guardian Sailor Moon Crystal
Pretty Guardian Sailor Moon Crystal (美少女戦士セーラームーンＣｒｙｓｔａｌ?, Bishōjo senshi Sērā Mūn Crystal, lett. "La bella ragazza guerriera Sailor Moon Crystal") è una serie anime prodotta da Toei Animation per il ventesimo anniversario del franchise di Sailor Moon come adattamento di gran lunga più fedele al fumetto d'origine creato da Naoko Takeuchi.
La serie ha inizialmente debuttato come adattamento dei primi due archi narrativi del manga come ONA dal 5 luglio 2014 al 18 luglio 2015 sul sito web della Niconico in lingua originale giapponese, con versioni sottotitolate in più lingue per un totale di 26 episodi. A partire dal 4 aprile 2016 viene adattato anche il terzo arco (Infinito) sotto forma però di serie televisiva sull'emittente Tokyo MX e con il titolo Pretty Guardian Sailor Moon Crystal Season III (美少女戦士セーラームーンＣｒｙｓｔａｌ ＳｅａｓｏｎＩＩＩ?).
La trasposizione del quarto arco del manga è stata realizzata sotto forma di un lungometraggio diviso in due parti intitolato Pretty Guardian Sailor Moon Eternal - Il film; la prima parte, inizialmente prevista nel 2020 è stata rinviata all’8 gennaio 2021, mentre la seconda parte è arrivata nei cinema giapponesi l’11 febbraio 2021. 
La trasposizione del quinto arco del manga, nuovamente realizzata sotto forma di un lungometraggio diviso in due parti intitolato Pretty Guardian Sailor Moon Cosmos - Il film, è stata distribuita il 9 e il 30 giugno 2023.

## Trama
Usagi Tsukino è una ragazza un po' goffa e piagnucolona, ma piena di energia che frequenta la seconda media. Un giorno incontra Luna, una gatta nera con una mezzaluna sulla fronte, che le dona una spilla che le consente di trasformarsi in Sailor Moon, una bella guerriera dell'amore e della giustizia. Come guerriera della giustizia, Usagi ha la missione di ritrovare il Cristallo d'Argento Leggendario con le altre guerriere Sailor e proteggere la Principessa Serenity del Regno della Luna. Tuttavia, la regina Beryl del regno delle tenebre invia i suoi servitori a Tokyo per cercare il cristallo e il suo immenso potere, causando una serie di strani eventi che cambieranno la vita di Usagi.

## Personaggi e doppiatori
| Personaggio                    | Voce giapponese  | Voce italiana         |
| ------------------------------ | ---------------- | --------------------- |
| Usagi Tsukino / Sailor Moon    | Kotono Mitsuishi | Lucrezia Marricchi    |
| Ami Mizuno / Sailor Mercury    | Hisako Kanemoto  | Emanuela Ionica       |
| Rei Hino / Sailor Mars         | Rina Satō        | Gaia Bolognesi        |
| Makoto Kino / Sailor Jupiter   | Ami Koshimizu    | Veronica Puccio       |
| Minako Aino / Sailor Venus     | Shizuka Itō      | Joy Saltarelli        |
| Mamoru Chiba / Tuxedo Mask     | Kenji Nojima     | Manuel Meli           |
| Chibiusa / Sailor ChibiMoon    | Misato Fukuen    | Monica Volpe          |
| Haruka Ten'ou / Sailor Uranus  | Junko Minagawa   | Tatiana Dessi         |
| Michiru Kaiou / Sailor Neptune | Sayaka Ōhara     | Giulia Franceschetti  |
| Setsuna Meiou / Sailor Pluto   | Ai Maeda         | Eva Padoan            |
| Hotaru Tomoe / Sailor Saturn   | Yukiyo Fujii     | Margherita De Risi    |
| Luna                           | Ryō Hirohashi    | Ughetta d'Onorascenzo |
| Artemis                        | Yohei Ōbayashi   | Leonardo Graziano     |
| Diana                          | Shōko Nakagawa   | Valentina Pallavicino |

| Personaggio     | Voce giapponese  | Voce italiana        |
| --------------- | ---------------- | -------------------- |
| Regina Metallia | Yōko Matsuoka    | Anna Cesareni        |
| Regina Beryl    | Misa Watanabe    | Laura Lenghi         |
| Giadeite        | Daisuke Kishio   | Alessandro Campaiola |
| Nefrite         | Kōsuke Toriumi   | Daniele Raffaeli     |
| Zoisite         | Masaya Matsukaze | Federico Viola       |
| Kunzite         | Eiji Takemoto    | Lorenzo De Angelis   |

| Personaggio      | Voce giapponese  | Voce italiana     |
| ---------------- | ---------------- | ----------------- |
| Wiseman          | Hiroshi Iwasaki  | Sergio Lucchetti  |
| Principe Diamond | Mamoru Miyano    | Massimo Triggiani |
| Blue Saphir      | Tsubasa Yonaga   | Mirko Cannella    |
| Green Emerald    | Hōko Kuwashima   | Chiara Gioncardi  |
| Crimson Rubeus   | Hiroki Takahashi | Gabriele Lopez    |
| Koan             | Satsuki Yukino   | Letizia Scifoni   |
| Berthier         | Rumi Kasahara    | Eleonora Reti     |
| Petz             | Wasabi Mizuta    | Perla Liberatori  |
| Calaveras        | Tomoe Hanba      | Laura Amadei      |
| Chiral           | Wataru Hatano    | Simone Veltroni   |
| Achiral          | Kazunari Tanaka  | Alessio Nissolino |
| Black Lady       | Misato Fukuen    | Monica Volpe      |

| Personaggio                         | Voce giapponese  | Voce italiana       |
| ----------------------------------- | ---------------- | ------------------- |
| Master Pharaoh 90                   | Takaya Hashi     | Stefano Mondini     |
| Professor Sōichi Tomoe / Germatoide | Takuya Kirimoto  | Stefano Brusa       |
| Mistress 9                          | Yukiyo Fujii     | Eleonora De Angelis |
| Kaolinite                           | Hikari Yono      | Laura Romano        |
| Eudial                              | Chiaki Takahashi | Monica Vulcano      |
| Mimete                              | Yuki Nagaku      | Valeria Vidali      |
| Viluy                               | Rina Honizumi    | Valentina Favazza   |
| Tellu                               | Naomi Ōzora      | Roisin Nicosia      |
| Cyprine                             | Umeka Shōji      | Chiara Oliviero     |
| Ptilol                              | Umeka Shōji      | Sabine Cerullo      |

| Personaggio      | Voce giapponese   | Voce italiana       |
| ---------------- | ----------------- | ------------------- |
| Regina Serenity  | Mami Koyama       | Domitilla D'Amico   |
| Ikuko Tsukino    | Yūko Mizutani     | Paola Majano        |
| Kenji Tsukino    | Mitsuaki Madono   | Stefano Crescentini |
| Shingo Tsukino   | Seira Ryū         | Mattia Fabiano      |
| Naru Osaka       | Satomi Satō       | Giulia Tarquini     |
| Gurio Umino      | Daiki Yamashita   | Gabriele Patriarca  |
| Motoki Furuhata  | Hiroshi Okamoto   | Stefano Broccoletti |
| Reika Nishimura  | Mai Nakahara      | Laura Amadei        |
| Haruna Sakurada  | Akemi Kanda       | Francesca Tardio    |
| Kotono Sarashina | Akemi Kanda       | Katia Sorrentino    |
| Asanuma Ittou    | Daisuke Sakaguchi | Niccolò Guidi       |

## Sviluppo e distribuzione originale
Nel 2012 a seguito del 20º anniversario di Sailor Moon sono state create una serie di iniziative per il rilancio del franchise con il marchio "20th anniversary". Fra le prime vi fu un evento live, trasmesso sul web da Nicovideo il 6 luglio 2012, in cui fu annunciato un nuovo anime le cui sigle sarebbero state cantate dal gruppo di idol Momoiro Clover Z. Nel corso dello stesso anno venne confermato che la serie è in produzione, e che verrà trasmessa su Internet in contemporanea mondiale sottotitolata in 10 lingue, ma senza dare date precise. Nel gennaio 2014, dopo vari slittamenti, la serie viene annunciata per luglio 2014 e viene pubblicato il CD 20th Anniversary Tribute Album. Il 27 febbraio 2014, durante l'evento MTV Live 2014 a Tokyo, è stato ufficialmente rivelato il cast tecnico dell'anime.
Successivamente, il 14 marzo 2014, viene pubblicata sul sito ufficiale la prima immagine e svelato ufficialmente il titolo della serie e la trama. Il 27 aprile 2014, sempre sul sito ufficiale, vengono pubblicate le cinque schede dei personaggi principali con relativi schizzi preparatori, e annunciata ufficialmente la data e l'orario di trasmissione: il primo episodio infatti verrà trasmesso il 5 luglio 2014 alle ore 19, stesso giorno e orario dell'anime storico. Eccezionalmente, il 23 maggio 2014 viene annunciato che per il compleanno della protagonista, il 30 giugno 2014 verrà proiettato in anteprima il primo episodio della nuova serie in una speciale festa di compleanno denominata Usagi Tsukino Birthday Party, evento a numero chiuso i cui biglietti sono stati venduti tramite Internet al costo di 3000 yen. Infine, il 6 giugno 2014 viene distribuito sul sito ufficiale il primo trailer, oltre ad annunciare i doppiatori della gatta Luna e di Mamoru Chiba.
Così i primi due archi narrativi della serie (26 episodi in tutto) vengono pubblicati al ritmo di un episodio ogni due settimane dal 5 luglio 2014 al 18 luglio 2015 direttamente sul sito web della Niconico in lingua originale giapponese, con versioni sottotitolate in più lingue: inglese, francese, spagnolo, cinese (in caratteri tradizionali e semplificati), coreano, tedesco, turco, italiano, indonesiano e malese.
Nel settembre 2015 viene ufficializzato l'adattamento del terzo arco del manga (Infinito) e il relativo cambiamento di staff. Nel mese di gennaio vengono rivelati i nomi dei doppiatori di Sailor Uranus, Neptune, Saturn e dei nemici, mentre a marzo viene rivelato che (a differenza degli episodi precedenti) il terzo arco sarà distribuito come serie televisiva e non come ONA. I 13 episodi che compongono questo capitolo vengono quindi trasmessi con il titolo Bishōjo senshi Sailor Moon Crystal Season III (美少女戦士セーラームーンCrystal Season III?) in televisione, stavolta al ritmo di un episodio alla settimana dal 4 aprile al 27 giugno 2016, sull'emittente Tokyo MX alle ore 23 (ora locale).
Il 25 gennaio 2017 sul sito ufficiale si annuncia che, in occasione del 25º anniversario del manga, è in produzione il seguito della serie; il 30 giugno viene precisato che la trasposizione del quarto arco avverrà attraverso due lungometraggi cinematografici, per i quali viene confermata la regista della terza stagione ed è previsto il ritorno di Kazuko Tadano, che ha lavorato per la serie degli anni 90, come character designer. In occasione della presentazione dei primi video promozionali a fine giugno 2019, si scopre che il titolo dei due film sarà Pretty Guardian Sailor Moon Eternal THE MOVIE, nonostante sia confermata la continuità con la serie Crystal, e la distribuzione viene annunciata per il 2020. L'uscita del primo film, inizialmente prevista per l'11 settembre 2020, viene in seguito rimandata all'8 gennaio 2021, mentre il secondo film è stato distribuito l'11 febbraio 2021.

### Home video
Dopo la trasmissione tramite web in contemporanea internazionale, in Giappone nel mese di settembre 2014 è stata annunciata l'uscita delle due stagioni dell'ONA in DVD e Blu-Ray Disc, in tre edizioni distinte: DVD, Blu-Ray Regular Edition e Blu-Ray Special Edition. Le tre edizioni hanno in comune il video, riveduto e corretto rispetto alla trasmissione web, con parte dei disegni totalmente revisionati, l'assenza di sottotitoli, la presenza della sola traccia audio giapponese e il fatto che contengano due episodi per ogni uscita. Ma mentre le edizioni DVD e Blu-Ray Regular non contengono gadget, quella Blu-Ray Special invece, oltre ad avere un cofanetto fatto appositamente, contiene un booklet di ventotto pagine con schizzi preparatori, storyboard e i commenti di coloro che hanno partecipato alla realizzazione dell'ONA ed un charm da utilizzare nel braccialetto incluso nella prima uscita. Inoltre i fan giapponesi che compreranno tutta la collezione e raccoglieranno i bollini posti sulle confezioni potranno ricevere un box in cui raccogliere tutte le uscite. L'uscita della Blu-Ray Special Edition è iniziata ad ottobre 2014 con cadenza mensile, quella delle altre due edizioni il mese successivo con la medesima cadenza.

## Edizione italiana

### Versione in giapponese sottotitolata
Nei sottotitoli italiani di Niconico degli episodi delle prime due serie (distribuiti con il titolo italiano La bella guerriera Sailor Moon Crystal in contemporanea alla comparsa delle puntate fra il 2014 ed il 2015), sono impiegati i nomi originali dei singoli personaggi (ad esclusione di Tuxedo Kamen, adattato in Tuxedo Mask come nelle traduzioni in altre lingue), con l'esclusione dei personaggi di Black Moon per cui vengono utilizzati i nomi della versione italiana anni '90. Per le formule di trasformazioni e gli attacchi, espressi entrambi in lingua inglese nella versione originale, vengono usati due approcci diversi: per le prime vengono riportate le formule storiche del doppiaggio televisivo, mentre i secondi vengono tradotti in italiano con leggere modifiche.
A partire dalla terza serie, la trasmissione online tramite il sito NicoNico viene a mancare.

### Versione italiana
I primi due episodi doppiati in italiano sono stati proiettati in anteprima l'11 dicembre 2016, accompagnati da alcune clip del secondo arco, al Roma Fiction Fest; la trasmissione regolare dei primi due archi è avvenuta dal successivo 18 dicembre al 12 gennaio 2017 su Rai Gulp. La terza stagione è stata mandata in onda sulla stessa rete dal 16 al 22 giugno 2017.
Il cast vocale è interamente nuovo rispetto a quello di Sailor Moon (il doppiaggio è stato infatti eseguito dallo studio La BiBi.it di Roma e diretto da Anna Cesareni). L'adattamento segue la stessa linea dell'edizione sottotitolata mantenendo i nomi originali (esclusi il già citato caso di Tuxedo Kamen ed alcuni predicativi dei nomi) e traducendo fedelmente in italiano le formule di trasformazioni ed attacchi (sebbene per alcuni colpi ed oggetti magici vengano usati i nomi nel precedente doppiaggio e restino altri riferimenti al vecchio adattamento, come il nomignolo "testolina buffa" riferito a Usagi). A differenza dell'edizione originale, sono stati eliminati gli eyecatch (fatta eccezione per l'episodio 35 dove è stato mantenuto ma privo di audio) e l'anteprima dell'episodio successivo è posta prima della sigla di chiusura, e non dopo (tuttavia, la scena d'apertura prima della sigla non viene spostata). L'Italia ha acquistato l'edizione rivisitata dell'anime, la stessa che in Giappone era destinata all'home video.

## Episodi
| Nº                         | Titolo italiano Giapponese 「Kanji」 - Rōmaji | In onda           | In onda          |
| Nº                         | Titolo italiano Giapponese 「Kanji」 - Rōmaji | Giapponese        | Italiano         |
| Dark Kingdom (14 episodi)  | |                   |                  |
| 1                          | Atto 1º: Usagi – Sailor Moon – 「Act.1 うさぎ – SAILOR MOON –」 - Act.1 Usagi – Sailor Moon – | 5 luglio 2014     | 18 dicembre 2016 |
| 1                          | Usagi Tsukino è una ragazza come tante, che vive con la sua famiglia, il padre Kenji, la madre Ikuko e il fratello Shingo; frequenta la seconda media ed è un po' goffa e piagnucolona. Un giorno si imbatte in una misteriosa gatta con una macchia a forma di mezza luna sulla fronte, che si rivela essere Luna, una gatta parlante che ha il compito di trovare e istruire le guerriere Sailor. Quello stesso giorno decide di andare nella gioielleria di famiglia della sua migliore amica, Naru, per approfittare degli sconti fatti dalla madre di quest'ultima, e finisce per incontrare Mamoru Chiba, un ragazzo in smoking che la prende subito in giro per la sua acconciatura ad odango. La gatta le regala una spilla magica che la trasforma nella mitica paladina della giustizia Sailor Moon. La sua prima missione sarà quella di salvare Naru dall'attacco di un mostro che ha preso il posto della madre, e il cui obiettivo è quello di prendere l'energia degli esseri umani attraverso i gioielli. Durante lo scontro, grazie ai consigli della sua nuova amica e guida Luna, Usagi riuscirà a battere il nemico e farà un incontro con un ladro mascherato che le rivela di chiamarsi Tuxedo Mask. |                   |                  |
| 2                          | Atto 2º: Ami – Sailor Mercury – 「Act.2 亜美 – SAILOR MERCURY –」 - Act.2 Ami – Sailor Mercury – | 19 luglio 2014    | 19 dicembre 2016 |
| 2                          | Beryl, regina del Regno delle Tenebre, manda il suo generale Jadeite in missione sulla Terra, il cui compito consiste nel prendere le energie degli esseri umani per la sua grande maestra. Nel frattempo, Luna avverte qualcosa di misterioso in una ragazza, Ami Mizuno, con un quoziente intellettivo pari a 300, molto dedita allo studio, il cui sogno nel cassetto è quello di poter diventare un bravo medico, anche se è una ragazza molto timida, piena di paure e molto sola: ciò fino a quando non avrà un incontro veramente speciale con Usagi, che le farà capire quanto sia importante anche l'amicizia. Durante una delle missioni per acquisire energia umana, un mostro mandato da Jadeite prende come vittima Ami, ma in suo soccorso arriva Usagi che si trasforma davanti a lei in Sailor Moon: da sola però non riesce a contrastare il nemico. Grazie al tempestivo intervento di Tuxedo Mask, Sailor Moon riuscirà a sfuggire dalle grinfie del nemico, ma sarà il “risveglio” di Ami a ribaltare la situazione. La ragazza, grazie alla gatta Luna, scoprirà di essere la seconda guerriera di giustizia, Sailor Mercury, la guerriera dell'acqua e dell'intelligenza, protetta da Mercurio, e sarà proprio il cervello del gruppo delle guerriere Sailor. D'ora in avanti anche la vita di Ami cambierà e grazie alla compagnia di Usagi, che riesce ad aprirle il cuore, scoprirà un sentimento mai provato prima di allora: l'amicizia. |                   |                  |
| 3                          | Atto 3º: Rei – Sailor Mars – 「Act.3 レイ – SAILOR MARS –」 - Act.3 Rei – Sailor Mars – | 2 agosto 2014     | 20 dicembre 2016 |
| 3                          | La regina Beryl rimprovera Jadeite dei suoi fallimenti e gli spiega che è molto importante trovare il Cristallo d'Argento Leggendario per il loro malefico scopo, ma al momento il suo compito consiste nell'eliminare definitivamente le guerriere Sailor. Per far ciò Jadeite attua un piano che sembra far cadere in trappola le due guerriere: il piano consiste nel prelevare più gente possibile usando la linea degli autobus della stazione di Sendaizaka. Mentre indagano Usagi e Ami notano una bellissima ragazza sull'autobus, Rei Hino, che oltre ad essere una semplice studentessa, è anche una sacerdotessa (precisamente una miko, nell'edizione giapponese) in un santuario shintoista. È una ragazza molto sola, lasciata in disparte da tutti perché possiede dei poteri soprannaturali che la gente considera pericolosi. Dopo una delle visite di Usagi al santuario, Rei ha la visione di Usagi in pericolo e corre in strada per salvarla, ma viene rapita lei stessa da Jadeite. Usagi vedendo l'amica svenuta sull'autobus maledetto decide di trasformarsi con la penna lunare in una hostess e saltare sull'autobus, non notando che alle sue spalle c'è Tuxedo Mask che ha visto tutto. Usagi è sola in una strana dimensione creata da Jadeite per portare le sue vittime. Mentre quest'ultimo accarezza il viso di Rei sentendo una strana attrazione per la ragazza, Usagi si trasforma in Sailor Moon in modo che Luna e Ami possano individuare la sua posizione e teletrasportarsi lì. Quando sembra che le guerriere stiano per avere la peggio, si scopre che Rei altro non è che la terza guerriera di giustizia, Sailor Mars, la guerriera del fuoco e della passione, protetta da Marte. Le tre ragazze riescono a sconfiggere Jadeite e a riportare le persone rapite al luogo della loro scomparsa. |                   |                  |
| 4                          | Atto 4º: Ballo in maschera 「Act.4 仮面舞踏会 – Masquerade –」 - Act.4 Kamen budōkai – Masquerade – – "Atto 4 Ballo in maschera - Masquerade -" | 16 agosto 2014    | 21 dicembre 2016 |
| 4                          | Luna si reca alla sala giochi Crown, dove si nasconde una base segreta sotterranea, di cui nessuno è ancora a conoscenza. Finalmente ha trovato tre guerriere Sailor, ma anche un probabile nemico: Tuxedo Mask. Una mattina Usagi scopre che la Principessa D del Regno di D, il paese che produce la maggior quantità di pietre preziose, è in visita in Giappone e che quella stessa sera, durante un gran ballo, svelerà il leggendario tesoro segreto per la prima volta a tutto il mondo. Nell'udire quelle parole, Luna sospetta che la Principessa D possa essere in realtà la principessa della Luna e che il leggendario tesoro segreto possa essere il Cristallo d'Argento Leggendario che stanno cercando. Tornata a casa, Usagi scopre che suo padre è stato invitato alla festa e decide di andare anche lei. Grazie alla Penna Lunare Usagi riesce a trasformarsi in una principessa e viene raggiunta da Ami e Rei. Una volta nel palazzo, Usagi perde di vista le altre e incontra Tuxedo Mask, che le chiede di danzare con lui, ma il loro ballo viene interrotto prima da Luna e poi dalla Principessa D, la quale, soggiogata dal generale del Regno delle Tenebre, Nephrite, prende il tesoro e scappa verso il balcone. Nell'intento di fermarla, Usagi viene spinta giù, ma in suo soccorso arriva ancora una volta Tuxedo Mask e i due si salvano. Lo scontro si conclude con la vittoria delle ragazze, ma improvvisamente davanti agli occhi di queste ultime si materializzano i quattro generali del Regno delle Tenebre, cioè Jadeite, Nephrite, Zoisite e Kunzite, che rivelano alle guerriere il loro vero scopo. Una volta terminata la battaglia, Ami e Rei tornano nell'ambasciata dove la Principessa D rivela il leggendario tesoro segreto, che si rivela non essere il Cristallo d'Argento Leggendario. Nel frattempo Usagi, ancora trasformata in Sailor Moon, si è addormentata; le si avvicina Tuxedo Mask, che le dà un bacio, ma Luna interrompe il momento intimandogli di stare lontano da Usagi e chiedendogli se è un nemico: la risposta del ragazzo è che anche lui è in cerca del Cristallo d'Argento Leggendario. |                   |                  |
| 5                          | Atto 5º: Makoto – Sailor Jupiter – 「Act.5 まこと – SAILOR JUPITER –」 - Act.5 Makoto – Sailor Jupiter – | 6 settembre 2014  | 22 dicembre 2016 |
| 5                          | Mentre si dirige a scuola, Usagi attraversa distrattamente la strada mentre un'auto in corsa si sta dirigendo verso di lei. In suo soccorso arriva una ragazza dall'aspetto imponente, con degli orecchini a forma di rosa. Più tardi a scuola Usagi incontra la stessa ragazza, sulla quale si dice che "abbia una forza sovrumana e che sia stata cacciata dalla sua vecchia scuola a causa di una rissa”. Usagi sembra dar poco peso alla cosa e durante la ricreazione stringe amicizia con lei, scoprendo il suo nome, Makoto Kino: una ragazza alta e forte sì, ma anche dolce, sensibile e amante della cucina. Ben presto Usagi presenterà Makoto anche ad Ami e insieme vengono a conoscenza degli strani avvenimenti di cui avevano sentito parlare al mattino: sembra che gli sposi clienti di un atelier di abiti da sposa in centro siano scomparsi nel nulla, ad opera di una misteriosa sposa fantasma. Quella stessa sera la sposa fantasma ricompare attirando a sé Motoki, il ragazzo della sala giochi frequentata da Usagi e le altre. Motoki a sua volta farà sua vittima Makoto che cederà alle lusinghe del giovane, ricordandole un suo amico di cui era innamorata. Mamoru Chiba assiste alla scena e messa la maschera di Tuxedo Mask decide di intervenire chiamando l'unica in grado di fare qualcosa, Usagi. La ragazza corre subito in strada per seguire l'uomo mascherato. Arrivata sul posto incontra anche Ami e Rei, avvisate da Luna. Insieme cercano di contrastare il mostro, che si rivelerà essere al servizio di Nephrite, ma non riescono ad avere la meglio. La sposa fantasma prende quindi in ostaggio Makoto. Quest'ultima capisce di essere stata ingannata dalle parole d'amore di Motoki, così come aveva fatto il ragazzo di cui si era innamorata precedentemente. Presa dallo sconforto, solo le parole di Usagi le ridaranno la forza di combattere e credere di nuovo nell'amore. A questo punto Makoto si rivelerà la quarta guerriera di giustizia, Sailor Jupiter, la guerriera del tuono e del coraggio, protetta da Giove. Sailor Jupiter riesce a sconfiggere il mostro e a immobilizzare Nephrite, che avrà la sensazione di aver già visto il suo sguardo prima di quel momento. Finita la battaglia, Makoto rivela la sua storia e perché ha cambiato scuola. Ormai ci sono quattro guerriere Sailor e Luna decide che è il momento di avere una leader. Sailor Moon avrà questo ruolo e le viene consegnato lo scettro lunare, una nuova arma, che presto imparerà ad usare. |                   |                  |
| 6                          | Atto 6º: Lo scettro lunare 「Act.6 タキシード仮面 – Tuxedo Mask –」 - Act.6 Takishīdo Kamen – Tuxedo Mask – – "Atto 6 Tuxedo Kamen - Tuxedo Mask -" | 20 settembre 2014 | 23 dicembre 2016 |
| 6                          | Mamoru si sveglia di soprassalto: ha fatto ancora lo stesso sogno di ogni notte, in cui una misteriosa donna invoca il Cristallo d'Argento Leggendario. Allo stesso modo Usagi fa un sogno ricorrente. Quel giorno trasmettono in TV la notizia che il noto ladro Tuxedo Mask è alla ricerca del Cristallo d'Argento Leggendario; approfittando di questa situazione creata da Tuxedo Mask, Zoisite decide di mettere in atto un nuovo piano: con il lavaggio del cervello attraverso l'antenna TV, Zoisite ordina agli abitanti della città di trovare il Cristallo d'Argento, una fonte di eterna giovinezza. Usagi, Rei, Ami e Makoto si incontrano quella stessa sera con Luna al Crown. Sono preoccupate che la rivelazione di Tuxedo Mask possa mettere in pericolo la principessa che stanno cercando. Luna a quel punto spiega loro la vera potenza del Cristallo d'Argento Leggendario: un cristallo capace di spazzare via un intero pianeta se usato per uno scopo malefico. Il giorno seguente, Luna conduce le ragazze nella base segreta che è nascosta nei sotterranei del Crown. Qui le ragazze scoprono dove viene accumulata tutta l'energia delle persone e decidono di intervenire, ma Luna intima ad Usagi di stare lontana da Tuxedo Mask perché potrebbe essere complice dei nemici. Presa dalla rabbia, Usagi fugge via, ma comincia a sentirsi male a causa del piano attuato dal Regno delle Tenebre; ancora una volta Tuxedo Mask arriva in suo soccorso. Il ragazzo spiega che non aveva intenzione di creare il caos e chiede alla ragazza di fidarsi di lui. Poco distante, Sailor Mercury, Sailor Mars e Sailor Jupiter hanno raggiunto Zoisite; le guerriere cominciano l'attacco, ma Zoisite è molto più forte di quello che pensavano. D'un tratto delle nubi nere si creano nel cielo e da queste esce Beryl, la regina del Regno delle Tenebre, che si presenta alle guerriere ormai a terra e senza forze a causa della potente energia malefica sprigionata da lei stessa. Intanto Usagi è indecisa sul da farsi, non si sente all'altezza come leader, sente di non avere abbastanza poteri, ma Tuxedo Mask la incoraggia a trasformarsi in Sailor Moon e a combattere il nemico. Sailor Moon arriva sul campo di battaglia e usando la sua nuova arma, lo scettro lunare, costringe alla ritirata la regina Beryl con Zoisite ormai ferito. Sailor Moon usa ancora lo scettro per ridare l'energia agli abitanti della città, ma a causa del troppo potere utilizzato, sviene. Sarà Tuxedo Mask a soccorrerla e a portarla via. Qualche ora dopo Usagi si risveglia in una stanza che non è la sua, sull'uscio c'è Mamoru Chiba. |                   |                  |
| 7                          | Atto 7º: Tuxedo Mask 「Act.7 地場衛 – Tuxedo Mask –」 - Act.7 Chiba Mamoru – Tuxedo Mask – – "Atto 7 Chiba Mamoru - Tuxedo Mask -" | 4 ottobre 2014    | 24 dicembre 2016 |
| 7                          | Usagi si risveglia nella stanza di Mamoru Chiba, e capisce che si tratta dell'alter ego di Tuxedo Mask. Quest'ultimo le rivela la sua storia e di essere diventato Tuxedo Mask per trovare anch'egli il Cristallo d'Argento Leggendario, con lo scopo di riuscire a recuperare la memoria e i ricordi che ha perso. Il giorno del suo sesto compleanno, i suoi genitori morirono in un tragico incidente, dal quale Mamoru riuscì per miracolo a salvarsi, perdendo però ogni ricordo. Il ragazzo svela a Usagi che da allora ha iniziato a fare sempre uno stesso sogno, in cui sente una ragazza invocare il Cristallo d'Argento Leggendario. Mamoru chiede alla ragazza perché anche lei sta cercando il Cristallo e lei gli dice che è stata Luna a dirle di trovarlo e proteggerlo dai nemici. Luna si reca ancora una volta nella sala comandi e parla con una figura femminile. Quest'ultima le rivela che i nemici sono ormai vicini e che le guerriere Sailor devono assolutamente recuperare i ricordi della loro vita precedente. Nel frattempo la regina Beryl incontra la regina Metallia per consegnarle le energie finora raccolte. Questa le dice che non sono sufficienti per il suo completo risveglio e le ordina di portarle il Cristallo d'Argento Leggendario e di fare in modo che non si risveglino le discendenti del Regno della Luna. Uscita da scuola Rei si imbatte in un nuovo negozio di videonoleggio, ma il nome è subito sospetto, "Dark". La ragazza sente due donne uscire dal negozio dicendo che devono trovare Sailor Moon per prenderle il Cristallo d'Argento Leggendario. Questo presto si rivelerà un piano di Zoisite per catturare Sailor Moon. La regina Beryl è sicura che Sailor Moon sia in possesso del Cristallo d'Argento Leggendario, visto il grande potere che ha sprigionato nella battaglia precedente e ordina al generale di catturarla per farsi consegnare il Cristallo. A scuola, durante la pausa pranzo, Usagi, Ami e Makoto si riuniscono per pranzare insieme e nel frattempo Ami mostra ad Usagi delle ricerche che ha fatto su Sailor V. Usagi nota che Sailor V ha sulla fronte un simbolo dalla forma di mezza luna come la gattina Luna. Le ragazze si chiedono se la guerriera abbia a che fare con il Regno della Luna. Ad interrompere i loro discorsi è Umino con un atteggiamento più strano del solito. Quando arriva Luna, le ragazze le chiedono informazioni riguardo Sailor V, ma la gattina si tiene vaga. Usagi nota gli strani e insoliti comportamenti dei ragazzi di classe. Luna, rendendosi conto che tutti hanno un cd uguale, "Dark", indaga insieme ad Ami e Usagi e scoprono che dietro tutto questo c'è il Regno delle Tenebre. Luna e Ami decidono di approfondire e Usagi va in soccorso della gente ormai in preda all'isteria. Gli abitanti della città sono tutti alla ricerca di Sailor Moon. Appreso il pericolo, Ami, Rei e Makoto vanno alla ricerca dell'amica per proteggerla. Sailor Moon esce allo scoperto e combatte senza esitare, ma dovrà vedersela con Zoisite. Quest'ultimo farà di tutto per sapere dove si trova il Cristallo d'Argento Leggendario. Le guerriere Sailor arrivano e cercano di salvare l'amica, ma Zoisite riesce a metterle al tappeto, tenendo ancora in trappola Sailor Moon. In aiuto della ragazza arriva Tuxedo Mask, che interrogato da Zoisite, svelerà il suo vero desiderio. Zoisite sempre più irritato cerca di uccidere Sailor Moon, ma riceve un attacco inaspettato. L'attacco è stato sferrato da una ragazza dai lunghi capelli biondi accompagnata da un gatto bianco e Sailor Moon la riconosce: è Sailor V. |                   |                  |
| 8                          | Atto 8º: Minako – Sailor V – 「Act.8 美奈子 – SAILOR V –」 - Act.8 Minako – Sailor V – | 18 ottobre 2014   | 25 dicembre 2016 |
| 8                          | Sailor V, la misteriosa e leggendaria paladina della giustizia, ha fatto la sua prima apparizione davanti alle guerriere Sailor, ma non è sola. È accompagnata da Artemis, un gatto bianco parlante con una macchia dalla forma di mezza luna sulla fronte. Artemis rivela alle guerriere che Sailor V è la principessa della Luna, ovvero la Principessa Serenity. Con l'arrivo di Sailor V la tiara di Sailor Moon cambia completamente e la ragazza percepisce una visione familiare. Sentendo pronunciare il nome "Serenity", Tuxedo Mask scappa via. Sailor V si complimenta con le ragazze e mostra loro la sua vera identità, Minako Aino, 14 anni, una ragazza normale e studentessa al secondo anno delle scuole medie, proprio come loro. Insieme raggiungono Luna alla base segreta, dove Minako rivela alle compagne qualcosa in più sul Regno Argentato ("Silver Millennium" nell'edizione originale) e sul loro passato. Intanto la regina Beryl affida a Kunzite la missione di occuparsi delle guerriere Sailor e della principessa. Mentre Minako sta tornando a casa, Kunzite si mette in contatto con lei, dicendole di andare alla torre della città e portando con sé il Cristallo d'Argento Leggendario. La ragazza, tenendo all'oscuro le altre guerriere, non esita un solo istante e si presenta davanti al generale pronta a combattere. Intanto il blackout causato da Kunzite fa delle vittime, Luna avverte le guerriere che c'è qualcosa di strano, così Usagi, Ami, Rei e Makoto corrono in soccorso della loro amica e iniziano a combattere contro Kunzite. Durante l'attacco, il generale colpisce Sailor Moon facendola precipitare nel vuoto, ma in suo aiuto, ancora una volta, interviene Tuxedo Mask. La ragazza gli dice di andarsene, perché non vuole che corra dei rischi e lo bacia. Kunzite cerca di colpire le altre guerriere, ma Sailor Moon torna sul campo determinata a proteggere le amiche; nel momento in cui sta per essere colpita, Tuxedo Mask interviene ancora per proteggerla facendole da scudo con il suo corpo. |                   |                  |
| 9                          | Atto 9º: Serenity 「Act.9 セレニティ – PRINCESS –」 - Act.9 Sereniti – Princess – – "Atto 9 Serenity - Principessa -" | 1º novembre 2014  | 26 dicembre 2016 |
| 9                          | Tuxedo Mask, dopo aver fatto da scudo per proteggere Sailor Moon, cade ferito e comincia a ricordare che nella vita precedente il suo nome era Endymion e ricorda la sua amata Serenity. Sailor Moon, disperata, si trasforma nella principessa Serenity (Minako si era spacciata per lei tutto questo tempo per coprirla). L'orologio di Tuxedo Mask inizia a girare al contrario e Usagi riacquista i ricordi della sua vita precedente nel Regno Argentato, dove aveva delle amiche che erano pronte a proteggerla e ricorda il suo vero amore, il principe della Terra Endymion, che durante un conflitto tra il regno della Luna e quello della Terra era stato ucciso nel proteggerla. Le lacrime di Usagi iniziano a cristallizzarsi ed esse rompono il sigillo del Cristallo d'Argento Leggendario, che sprigiona una luce che entra nel corpo di Tuxedo Mask. La regina Beryl ordina al generale Kunzite di impossessarsi del Cristallo: le guerriere Sailor intervengono in difesa, ma Tuxedo Mask viene catturato dai nemici. Le ragazze tornano alla base segreta, dove Artemis racconta loro del passato del Regno Argentato e del loro ruolo. Minako si presenta come la leader delle guardiane protettrici della principessa: Sailor Venus. Nel frattempo, nel Regno delle Tenebre, la regina Beryl e Kunzite cercano il Cristallo d'Argento Leggendario nel corpo di Tuxedo Mask, senza successo. I quattro generali, riuniti davanti a Tuxedo Mask, iniziano a percepire la sensazione di conoscerlo da molto tempo. A casa sua, Usagi inizia ad avere degli incubi su Tuxedo Mask. Luna si sente in colpa per non averle mai dato fiducia e viene convinta da Artemis e dalle ragazze ad andare da Usagi per confortarla. Una volta arrivate a casa di Usagi, notano che la ragazza ha subito dei cambiamenti, a cominciare dai capelli molto cresciuti. Minako le spiega che questo è dovuto al suo risveglio. Le ragazze danno forza e conforto alla loro amica ancora disperata per la perdita di Tuxedo Mask, Usagi vorrebbe salvarlo, ma non sa come fare. È Luna a prendere in mano la situazione annunciando che è arrivato il momento di recarsi sulla Luna per svelare i veri misteri per poter così affrontare il nemico. |                   |                  |
| 10                         | Atto 10º: Sulla Luna 「Act.10 MOON –月–」 - Act.10 Moon – Tsuki – | 15 novembre 2014  | 27 dicembre 2016 |
| 10                         | Le cinque guerriere si recano sulla Luna, dove Sailor Venus estrae una gigantesca spada, rivelando un ologramma della regina Serenity, la madre della principessa che si è reincarnata in Sailor Moon: costei spiega loro come il Regno Argentato sia stato trasformato in pietra e come Endymion e Serenity siano morti, il primo pugnalato dagli uomini soggiogati dalla regina Metallia, la seconda suicidatasi per la disperazione. Intanto i quattro generali del Regno delle Tenebre recuperano la memoria: erano quattro cavalieri al servizio del principe della Terra, Endymion; erano noti come Jadeite, il cavaliere di pazienza e armonia, Nephrite, il cavaliere di intelligenza e conforto, Zoisite, il cavaliere di purificazione e guarigione, e Kunzite, il cavaliere di purezza e affetto. La regina Beryl però li sottomette nuovamente e perciò essi, dopo aver congelato Tokyo, attaccano le guerriere Sailor, che si rifiutano di combattere contro i loro innamorati; interviene Sailor Moon che riporta Tokyo alla normalità e le altre guerriere tentano invano di purificare i quattro principi. Nel Regno delle Tenebre, la regina Beryl risveglia e fa cadere sotto il suo controllo Endymion, ordinandogli di uccidere la principessa e di portarle il Cristallo d'Argento Leggendario. |                   |                  |
| 11                         | Atto 11º: Il ritorno – Endymion – 「Act.11 再開 – ENDYMION –」 - Act.11 Saikai – Endymion – | 6 dicembre 2014   | 28 dicembre 2016 |
| 11                         | Usagi continua a fare brutti sogni e Luna, accorgendosi di questo suo continuo stato d'animo, prova a confortarla. Andando a scuola Usagi si scontra con un ragazzo che sembra Mamoru; nella caduta, l'orologio che lei custodisce, ricomincia a funzionare. Poco più tardi, davanti alla sala giochi, Motoki e il suo amico Endo incontrano lo stesso misterioso ragazzo, il quale li ipnotizza entrambi e prende l'identità di Endo. Quello stesso giorno, Usagi, Rei, Makoto e Minako si recano a casa di Ami per poter parlare della misteriosa spada che hanno estratto. Usagi, molto stanca e stressata dagli ultimi avvenimenti accaduti, si addormenta, ma una volta sveglia va via di nascosto e si reca alla sala giochi dove incontra il ragazzo di quella mattina. Motoki presenta il ragazzo come Endo, il suo migliore amico. Usagi da quel momento si reca spesso al Crown per incontrare quel ragazzo così uguale a Mamoru. Il ragazzo prova a soggiogare Usagi e a farle rivelare la sua identità segreta. Vedendo l'amica così presa da questo ragazzo, Ami e Makoto chiedono informazioni ad una ragazza di nome Reika, amica di Motoki. La sera Makoto va alla sala giochi per intimare al ragazzo di stare lontano da Usagi. Le ragazze allertate vanno alla sala comandi dove trovano una Makoto soggiogata che cerca di rubare il Cristallo d'Argento Leggendario a Usagi. Nella base segreta trovano anche Tuxedo Mask e Motoki che cercano di prendere il Cristallo battendosi contro le guerriere Sailor. Luna, nel tentativo di proteggere Usagi, viene colpita; Usagi, capendo che quello non può essere Mamoru, scende in campo contro Tuxedo Mask. Improvvisamente compare la regina Beryl che conferma l'identità di quest'ultimo, ovvero il principe Endymion. |                   |                  |
| 12                         | Atto 12º: Il nemico – La regina Metallia – 「Act.12 敵 – QUEEN METARIA –」 - Act.12 Teki – Queen Metaria – | 20 dicembre 2014  | 29 dicembre 2016 |
| 12                         | Sailor Moon, incredula che la persona al fianco della regina Beryl possa essere davvero Tuxedo Mask/Endymion, non riesce a combattere contro il ragazzo. Tuxedo Mask la attacca, ma viene difesa dalle amiche. Sailor Mercury crea uno spazio iperdimensionale per far sì che il centro di comando non venga distrutto. Le ragazze vengono attaccate dalla regina Beryl, ma Sailor Venus riesce a far comparire tra le sue mani la sacra spada e a salvarsi dall'attacco; cerca di combattere contro Beryl, ma viene respinta. Sailor Moon recupera la spada e attacca la regina Beryl e grazie al suo desiderio di salvare Tuxedo Mask riesce a sconfiggerla definitivamente. La regina Metallia ordina a Endymion di sottrarle la spada, dopodiché quest'ultimo fugge via inseguito da Sailor Moon. Le ragazze insieme a Luna e Artemis localizzano la loro posizione al punto D del Polo Nord. Esse trovano il punto di accesso del Regno delle Tenebre, ma vengono interrotte dai quattro generali Jadeite, Nephrite, Zoisite e Kunzite. Nel frattempo Sailor Moon, riuscita a raggiungere Tuxedo Mask al castello del Regno delle Tenebre, cerca di far ricordare al ragazzo chi sia davvero, ma quest'ultimo la attacca senza alcuna pietà e la regina Metallia fa la sua apparizione. Le guerriere Sailor durante lo scontro con i generali riescono a far tornare loro la memoria e scacciano l'energia malvagia che era rinchiusa in loro, ma i generali vengono subito dopo uccisi dalla regina Metallia. Le ragazze, disperate, vengono incoraggiate dagli spiriti dei loro amati, che le incitano a portare a termine la missione. Esse raggiungono Sailor Moon, ma arrivano troppo tardi. La ragazza, non riuscendo a salvare Tuxedo Mask dall'energia malvagia della regina Metallia, prende la sacra spada e lo uccide, e subito dopo pugnala se stessa. |                   |                  |
| 13                         | Atto 13º: Sailor Moon VS. Metallia 「Act.13 決戦 – REINCARNATION –」 - Act.13 Kessen – Reincarnation – – "Atto 13 La battaglia decisiva - Reincarnazione -" | 3 gennaio 2015    | 30 dicembre 2016 |
| 13                         | Sailor Moon, grazie all'azione della spada sacra, è riuscita a far uscire dal corpo di Tuxedo Mask la luce del Cristallo d'Argento Leggendario. Entrambi vengono subito risucchiati e trascinati via dalla regina Metallia, che sembra diventare sempre più potente. Luna cerca di proteggere la sua amica, ma viene colpita. Le ragazze raggiungono la regina Metallia per poter salvare la loro amica e Tuxedo Mask e combattono senza esitare. Nel frattempo Luna e Artemis si recano sulla Luna dove risiedeva una volta la stanza della preghiera del Castello Lunare e pregano la regina Serenity perché possa aiutare Sailor Moon. Le ragazze combattono con tutte le loro forze, ricordando il calore che Sailor Moon ha trasmesso nei loro cuori e mettono in gioco le loro vite per far sì che la ragazza si risvegli, ma vengono attaccate dalla regina Metallia, cadendo a terra prive di vita. Sailor Moon si risveglia e grazie al Cristallo d'Argento Leggendario riesce a uscire insieme a Tuxedo Mask dal corpo di Metallia. Subito dopo il ragazzo riprende conoscenza, ma vengono attaccati dal nemico. Sailor Moon, con il cristallo, cerca di fermare la regina Metallia. Vedendo la ragazza confusa e disperata, Tuxedo Mask cerca di infonderle forza e coraggio. Sailor Moon prende atto della situazione, liberando il grande potere del Cristallo d'Argento Leggendario, e attacca con determinazione la Regina Metallia. |                   |                  |
| 14                         | Atto 14º: Un nuovo inizio – La piccola intrusa – 「Act.14 終結 そして 始まり – PETIT ÉTRANGÈRE –」 - Act.14 Shūketsu soshite hajimari – Petit Étrangère – – "Atto 14 La fine e poi l'inizio - La piccola estranea -" | 17 gennaio 2015   | 31 dicembre 2016 |
| 14                         | Sailor Moon attacca con determinazione la regina Metallia. Nel frattempo, sulla Luna, la sacra torre del Castello Lunare inizia a crescere e ad emettere un forte potere, Luna riesce a vedere Sailor Moon che combatte contro la regina Metallia e prega insieme a lei facendo in modo di liberare il vero potere della Luna. Con esso, Sailor Moon riesce a scacciare definitivamente la regina Metallia e a salvare la Terra. Avendo esaurito tutte le energie, la ragazza cade a terra priva di vita, ma grazie al bacio di Tuxedo Mask riesce a svegliarsi e poco dopo scopre la verità riguardo alle sue amiche. Sulla Luna, grazie a Sailor Moon ed al grande potere del Cristallo d'Argento Leggendario, il Regno Argentato risorge. Luna propone ad Usagi di recarsi sulla Luna, dove dovrà diventare la nuova regina Serenity, ma la ragazza ormai ha già fatto la sua scelta, cioè di abitare sulla Terra a fianco delle persone che più le stanno a cuore. Grazie a sua madre, la regina Serenity, Usagi ha una nuova spilla dove potrà custodire il cristallo e trasformarsi di nuovo in Sailor Moon. La ragazza si trasforma e grazie allo Scettro Lunare riesce a risanare la Terra e a riportare in vita le sue amiche. Le ragazze si abbracciano piangendo di gioia dopo una lunga e dolorosa battaglia e ritornano alla vita di sempre sulla Terra, fino all'arrivo di una misteriosa ragazzina che compare davanti agli occhi di Usagi e Mamoru, minacciando la ragazza di darle il Cristallo d'Argento Leggendario. |                   |                  |
| Black Moon (12 episodi)    | |                   |                  |
| 15                         | Atto 15º: Intrusione – Sailor Mars – 「Act.15 浸入 – SAILOR MARS –」 - Act.15 Shinnyu – Sailor Mars – | 7 febbraio 2015   | 1º gennaio 2017  |
| 15                         | Una misteriosa ragazzina appare davanti agli occhi di Usagi e Mamoru. La piccola sostiene di chiamarsi Usagi e minaccia la ragazza di consegnarle il Cristallo d'Argento Leggendario, dopodiché scappa via. Mamoru e Usagi la inseguono e al ritorno a casa la "piccola Usagi" (pertanto soprannominata "Chibiusa") riesce a ipnotizzare la famiglia di Usagi. Luna e Mamoru rassicurano Usagi sul conto della ragazzina, dicendole che non è una minaccia, ma indagheranno per saperne di più. Nel frattempo le ragazze trascorrono insieme pomeriggi tranquilli e sereni. Rei, invece, è molto impegnata a organizzare il festival scolastico. Intanto su un pianeta misterioso, nuovi nemici fanno la propria comparsa: il clan della Black Moon, composto dal Principe Diamond, il leader, suo fratello Saphir, la vanesia Emerald e il giovane Rubeus. Questi ultimi, sono alla ricerca del Cristallo d'Argento Leggendario e Rubeus ordina a Koan, quarta delle sorelle Ayakashi sue sottoposte, di dare inizio alla missione. Essa si finge una studentessa nella scuola che frequenta Rei. Nel frattempo Rei fa conoscenza con il gruppo scolastico che si occupa dei fenomeni UFO e inizia ad avere dei sospetti. Durante il festival scolastico qualcosa va storto, un nuovo nemico sta minacciando la Terra e Rei insieme alle altre si trasformano e combattono. Intanto Koan, intrusa nella scuola di Rei, mostra la sua vera identità e attacca Sailor Mars, intrappolandola con delle fiamme oscure. Grazie all'unione del potere di Sailor Moon e Tuxedo Mask appare un nuovo scettro e la ragazza riesce a sconfiggere Koan. Sailor Mars, nel frattempo, viene rapita da Rubeus. |                   |                  |
| 16                         | Atto 16º: Il rapimento di Sailor Mercury 「Act.16 誘拐 – SAILOR MERCURY –」 - Act.16 Yūkai – Sailor Mercury – – "Atto 16 Rapimento – Sailor Mercury –" | 21 febbraio 2015  | 2 gennaio 2017   |
| 16                         | Sailor Mars viene rapita da Rubeus. Usagi trova poco distante la piccola Chibiusa e pensa che sia una loro nemica, ma Luna e Mamoru prendono le sue difese e cercano di convincerla che in realtà non sia coinvolta. Mamoru cerca di tirarla su di morale e le fa presente che la piccola vuole che Sailor Moon salvi sua madre. Il giorno seguente, Ami, a scuola, nota che l'acqua dalle tubature non scorre più e informa il personale del danno, ma farà una strana conoscenza, che la mette in guardia. La ragazza, per non pensare al rapimento di Rei e allo strano incontro va in piscina, dove incontra Naru e Usagi. Mentre le ragazze parlano, Ami assiste a una comunicazione attraverso una TV e vede la ragazza che ha incrociato poco prima, Berthier, che annuncia che vuole sfidare proprio Ami al gioco degli scacchi. Durante la sfida, Ami capisce che Berthier è una loro nemica. Berthier cerca di metterla in difficoltà, ma Ami, grazie agli incitamenti di Usagi, riesce a prendere in mano la situazione e a vincere la partita. Berthier scappa, ma Ami la insegue e si trasforma per combattere contro di lei. Ami viene attaccata da Berthier, che la imprigiona nelle sue acque. Interviene Sailor Moon che sconfigge la nemica, ma Sailor Mercury viene rapita da Rubeus davanti agli occhi delle ragazze. |                   |                  |
| 17                         | Atto 17º: Il segreto di Sailor Jupiter 「Act.17 秘密 – SAILOR JUPITER –」 - Act.17 Himitsu – Sailor Jupiter – – "Atto 17 Segreto - Sailor Jupiter -" | 7 marzo 2015      | 3 gennaio 2017   |
| 17                         | Usagi, confusa e preoccupata per Rei e Ami, cerca di capire quale sia il vero obiettivo del clan Black Moon. A risollevarle il morale è la piccola Chibiusa, che la ricarica di energie per poter così indagare insieme agli altri riguardo ai nemici. Le ricerche non portano a niente di conclusivo, ma le ragazze pensano che la chiave di questi misteri sia proprio Chibiusa. Usagi ha dei dubbi al riguardo e si confida con Luna e Mamoru, ma non si accorgono che vengono origliati. Nel frattempo Makoto viene colpita da un forte virus e ad accorgersi del suo malessere è il suo amico Asanuma che si offre di accompagnarla a casa. Il ragazzo le confida di aver ascoltato i discorsi di Usagi e Mamoru. La ragazza gli spiega che loro sono normali esseri umani, ma con una differenza, quella di difendere il pianeta Terra e tutti coloro che amano dai nemici. Asanuma rassicura la ragazza che manterrà il segreto. Pochi istanti dopo, Makoto viene attaccata dai nemici e si trasforma combattendo contro Petz, la più grande delle sorelle Ayakashi. Sailor Moon e Sailor Venus intervengono subito in aiuto della loro amica sconfiggendo Petz, ma anche Sailor Jupiter viene catturata da Rubeus. |                   |                  |
| 18                         | Atto 18º: Invasione – Sailor Venus – 「Act.18 侵略 – SAILOR VENUS –」 - Act.18 Shinryaku – Sailor Venus – | 21 marzo 2015     | 4 gennaio 2017   |
| 18                         | Sailor Jupiter viene portata via da Rubeus, così come è accaduto per Sailor Mars e Sailor Mercury. Sailor Moon è disperata e nel frattempo arriva Tuxedo Mask con Luna. Entrambi si accorgono che Petz ha perso uno degli orecchini di cristallo nero durante l'attacco. Decidono di portarlo via per analizzarlo e si dirigono verso casa Tsukino per parlare con Chibiusa sperando che possa dare qualche spiegazione sulla Black Moon, ma la bambina appena vede il cristallo nero nelle mani di Mamoru comincia ad urlare spaventata. I tre cercano di indagare ma Chibiusa dice di non sapere nulla. Nel frattempo Calaveras, l'ultima sorella viva delle Ayakashi, decide di agire sotto il comando di Rubeus. Giunta sulla terra si fa passare per una famosa medium per attirare l'attenzione delle guerriere organizzando un raduno dove dice di poter canalizzare gli spiriti delle persone care. Nella trappola cascano anche Naru, Asanuma e Kotono, che vorrebbero scoprire il perché della scomparsa di Ami, Rei e Makoto. Minako, giunta sul luogo del raduno, contatta Usagi che è in ritardo; Chibiusa le ha rubato il Cristallo d'Argento Leggendario, quindi corre alla ricerca della bambina. Minako decide di intervenire da sola e comincia un combattimento con Calaveras, la quale sembra avere la meglio, facendosi aiutare dagli spiriti delle sorelle decedute. Nel frattempo Usagi ha trovato Chibiusa con la sua spilla e mentre le ordina di restituirgliela arriva Rubeus che le attacca. A salvarle ci pensa Tuxedo Mask, che in questo scontro scopre di avere un potere anche lui. Rubeus si ritira e Usagi può finalmente raggiungere Sailor Venus sul luogo dello scontro, dove riesce a salvarla eliminando Calaveras. Chibiusa chiede scusa a Sailor Moon per averle rubato il Cristallo e rivela di essere giunta fin lì dal XXX secolo per salvare sua madre e la Terra del futuro. |                   |                  |
| 19                         | Atto 19º: Sailor Pluto 「Act.19 タイムワープ – SAILOR PLUTO –」 - Act.19 Taimu Wāpū – Sailor Pluto – – "Atto 19 Time Warp - Sailor Pluto -" | 4 aprile 2015     | 5 gennaio 2017   |
| 19                         | Chibiusa rivela di essere venuta dal XXX secolo per poter salvare sua madre e la Terra del futuro e rivela che nella Crystal Tokyo del futuro è avvenuta un'esplosione di cui sua madre è rimasta vittima. Artemis crede che a provocare tutto ciò possa essere stato il clan Black Moon e che le loro amiche si possano trovare nel XXX secolo, così Minako chiede alla piccola di portarli nel futuro dove solamente sarà possibile arrivare a capo di tutto. Chibiusa, confusa, viene consolata da Mamoru, il quale la porta a casa sua e le dice di pensarci su e che ha compiuto un'azione coraggiosa. Usagi confessa al ragazzo di essere gelosa della piccola e in un attimo Mamoru ha l'impressione di vedere Usagi scomparire, e così la rassicura. Il giorno seguente Chibiusa dice ad Usagi e Mamoru che vuole andare nel XXX secolo insieme a loro e così anche Minako, Luna e Artemis si uniscono e intraprendono il viaggio attraverso lo spazio-tempo. I ragazzi fanno la conoscenza di una guerriera all'inizio molto scontrosa, la custode del tempo Sailor Pluto, che si calma quando Chibiusa, unica sua amica, le corre incontro e le spiega la situazione. Arrivati nel XXX secolo vengono attaccati dai Boule Brothers Chiral e Achiral, mandati da Emerald, ma vengono aiutati da una misteriosa voce che solo Mamoru riesce a sentire e così unendo le forze sconfiggono i nemici. Chibiusa porta Sailor Moon, Tuxedo Mask, Sailor Venus, Luna e Artemis nel palazzo di cristallo, dove rivela che sua madre è la Nuova Regina Serenity. Subito dopo Chibiusa ritrova la sua gattina, Diana, e quest'ultima scappa via dirigendosi verso un uomo vestito di bianco che assomiglia a Tuxedo Mask. |                   |                  |
| 20                         | Atto 20º: Crystal City e Re Endymion 「Act.20 クリスタルトーキョー – KING ENDYMION –」 - Act.20 Kurisutaru Tōkyō – King Endymion – – "Atto 20 Crystal Tōkyō - Re Endymion -" | 18 aprile 2015    | 6 gennaio 2017   |
| 20                         | L'uomo vestito di bianco è in realtà il Tuxedo Mask del futuro, ovvero Re Endymion. Quest'ultimo rivela a Sailor Moon e a Tuxedo Mask che nella futura Crystal Tokyo del XXX secolo loro saranno i sovrani e avranno una bambina, vale a dire la piccola Chibiusa. Dopo di che narra tutti gli avvenimenti accaduti a causa del clan Black Moon, i quali provengono da un pianeta sconosciuto, Nemesis. Nel frattempo la gattina Diana si presenta e rivela di essere la figlia di Luna e Artemis nel XXX secolo. Pochi istanti dopo, i corpi di Sailor Moon e di Tuxedo Mask iniziano a diventare trasparenti e così Re Endymion li invita a ritornare nel passato con l'aiuto di Sailor Pluto. Arrivati nel passato Mamoru fa presente che vuole occuparsi lui di Chibiusa, ma Usagi presa dalla rabbia scappa diretta a casa. Al sorgere del sole Mamoru si rende conto che Chibiusa è scappata. La bambina è tornata nel XXX secolo, ma viene presa di mira da Emerald che l'attacca senza esitare. Sailor Moon, Sailor Venus e Tuxedo Mask intervengono subito in suo soccorso, ma vengono attaccati anche loro. Ancora una volta a dare sicurezza a Tuxedo Mask è la voce di Re Endymion: tutti insieme attaccano e sconfiggono Emerald. Sul posto però arrivano Wiseman (la vera mente dietro al Caln Black Moon) e il principe Diamond che ipnotizza Sailor Moon. |                   |                  |
| 21                         | Atto 21º: Il pianeta Nemesis 「Act.21 錯綜 – NEMESIS –」 - Act.21 Sakusō – Nemesis – – "Atto 21 Confusione - Nemesis -" | 2 maggio 2015     | 7 gennaio 2017   |
| 21                         | Il principe Diamond porta Sailor Moon sul suo pianeta, Nemesis, che annulla ogni potere estraneo a quello del Malefico Cristallo Nero e, perciò, fa ritrasformare la guerriera in Usagi. Diamond le dice di riconoscere in lei la Nuova Regina Serenity, dalla quale è rimasto colpito durante l'attacco alla Terra, e non ha intenzione di liberarla. Mentre Usagi ascolta terrorizzata, il principe Diamond la bacia. Avendo la regina nelle proprie mani, ormai non serve che Mars, Mercury e Jupiter rimangano in vita, dunque il principe le lascia al loro destino. Intanto, Re Endymion rivela a Tuxedo Mask, Venus, Luna e Artemis che Chibiusa, nonostante l'aspetto, in realtà ha 900 anni, ma da molto tempo ha smesso di crescere ed ancora non è riuscita a risvegliare i propri poteri. La piccola ricorda le prese in giro subite a causa dell'assenza dei poteri che le impediscono di assomigliare alla madre, e la conseguente sua decisione di rubare il Cristallo d'Argento Leggendario, grazie al quale avrebbe potuto emulare finalmente la Nuova Regina Serenity. Chibiusa si sente in colpa perché la madre non ha potuto salvarsi dall'attacco del principe Diamond a causa dell'assenza del Cristallo d'Argento Leggendario. Si reca da Sailor Pluto, la sua migliore amica, ma vedendola felice in compagnia di Re Endymion, si allontana senza farsi vedere. Si perde nello spazio-tempo ed incontra Wiseman, che con i suoi poteri ipnotici la convince a seguirlo. |                   |                  |
| 22                         | Atto 22º: Piani segreti – Nemesis – 「Act.22 思惑 – NEMESIS –」 - Act.22 Omowaku – Nemesis – – "Atto 22 Speculazione - Nemesis -" | 16 maggio 2015    | 8 gennaio 2017   |
| 22                         | Usagi è ancora bloccata su Nemesis. Qui sente una conversazione tra Rubeus e Saphir: parlano delle guerriere Sailor imprigionate, destinate a morire perché inutili, visto che Sailor Moon è stata catturata. In cerca delle sue compagne, Usagi viene immobilizzata da due droidi di Saphir. Quest'ultimo sta per ucciderla, ma lei riceve forza dalla Nuova Regina Serenity e si salva, distruggendo i droidi. Usagi si trasforma in Sailor Moon e trova Ami, Rei e Makoto, che sono ora in grado di trasformarsi e sfuggire alla loro prigionia. Le tre raggiungono la protagonista presso il reattore di Nemesis, dove si trovano ad affrontare Diamond, Saphir e Rubeus. La Nuova Regina Serenity parla attraverso Sailor Moon e si confronta con Diamond riguardo ai suoi crimini. Il potere del Cristallo d'Argento Leggendario provoca una fusione del reattore di Nemesis. Rubeus cerca di scappare per salvarsi, ma viene ucciso da Wiseman, al cui fianco compare una donna sconosciuta. Diamond cerca di uccidere le quattro guerriere Sailor, che però raggiungono la porta dello spazio-tempo. Una volta tutte riunite, Sailor Moon viene a sapere che Mamoru è andato a cercare Chibiusa ma nessuno di loro due ha una chiave dello spazio-tempo. |                   |                  |
| 23                         | Atto 23º: Manovre segrete – Wiseman – 「Act.23 暗躍 – WISEMAN –」 - Act.23 An'yaku – Wiseman – | 6 giugno 2015     | 9 gennaio 2017   |
| 23                         | Usagi e i suoi amici cercano di uscire dalla tempesta per cercare Mamoru e Chibiusa. Prima di andare, Usagi ha una visione del suo amato in compagnia di un'altra misteriosa donna. Nel frattempo, Wiseman presenta al principe Diamond e Saphir la sua nuova alleata, la Black Lady la quale dichiara che sta per avere una riunione di famiglia. Nel frattempo, Usagi si sveglia nella sua camera da letto sulla Terra del XX secolo. Vi trova le quattro guerriere Sailor che l'hanno portata a casa. Insieme ritornano nel futuro, dove le accoglie Black Lady. Black Lady cerca di attaccare Usagi ma la Nuova Regina Serenity, che si trova all'interno del leggendario Palazzo di Cristallo manda una luce potente. Questo fa sì che a Black Lady venga bloccato l'accesso al Palazzo di Cristallo. Black Lady convoca allora Wiseman, ma lei stessa si prepara nel frattempo a combattere contro Sailor Moon, Mercury, Mars, Jupiter e Venus. |                   |                  |
| 24                         | Atto 24º: Nemesis all'attacco 「Act.24 攻撃 – BLACK LADY –」 - Act.24 Kōgeki – Black Lady – – "Atto 24 Attacco – Black Lady –" | 20 giugno 2015    | 10 gennaio 2017  |
| 24                         | Tutti i presenti rimangono sconvolti dallo scoprire che Black Lady è in realtà Chibiusa, la quale rivela di avere Mamoru sotto il suo controllo. Usagi si scusa con Chibiusa per essere stata così egoista, ma non è di alcuna utilità. Black Lady evoca un altro Malefico Cristallo Nero e cerca di mandarlo sulla Terra; Sailor Moon allora si prepara a difendere il Palazzo di Cristallo. Diamond, che aveva mantenuto una mente lucida per tutto il tempo, si oppone all'evocazione di un altro Malefico Cristallo Nero, perché questo avrebbe distrutto la Terra del XXX secolo. Diamond è costretto ad uccidere il fratello che lo attacca per ordine di Black Lady e sconfigge apparentemente Wiseman, ma emerge che egli è in realtà il Death Phantom, l'essenza dello stesso pianeta Nemesis. Alla porta del tempo, Sailor Pluto ricorda quando la Regina Serenity le assegnò il compito di Sailor guardiana delle porte dello spazio tempo: la Regina Serenity le disse che ci sono tre divieti che non deve rompere. Death Phantom scende sul Palazzo di Cristallo, Diana va allora alla porta dello spazio-tempo in cerca di aiuto di Pluto, non sapendo che la guerriera sta raggiungendo le altre combattenti. Mamoru toglie il Cristallo d'Argento Leggendario da Usagi, che annulla la sua trasformazione. Così, Black Lady possiede sia il Cristallo d'Argento Leggendario del passato sia quello del futuro ma Diamond glieli sottrae nel momento in cui arriva Pluto. Diamond, con entrambi i Cristalli d'Argento Leggendari, sta per unirli. Ciò comporterebbe la distruzione della Terra. |                   |                  |
| 25                         | Atto 25º: Death Phantom 「Act.25 対決 – DEATH PHANTOM –」 - Act.25 Taiketsu – Death Phantom – – "Atto 25 Confronto – Death Phantom –" | 4 luglio 2015     | 11 gennaio 2017  |
| 25                         | Sailor Pluto infrange il terzo divieto fermando il tempo prima che Diamond faccia collidere i due Cristalli d'Argento Leggendari. Pluto annulla gli effetti dell'arresto temporale sulle guerriere Sailor, su Black Lady e Mamoru, che si trova finalmente libero dall'influsso della donna. Usagi recupera i due cristalli, mentre Pluto ricorda che la Regina Serenity le aveva preannunciato che fermare il tempo le sarebbe costato la vita, e muore circondata dalle ragazze. L'avvenimento sconvolgente riesce a risvegliare Chibiusa e a rompere il controllo di Nemesis su di lei: la piccola Usagi si trasforma così nella guerriera Sailor Chibi Moon. Mentre Nemesis attacca Sailor Moon, a proteggerla è il principe Diamond, che si oppone al potere di Death Phantom e viene ucciso da quest'ultimo. Mentre Phantom si prepara ad inghiottire la Terra nell'oscurità, le ragazze e Tuxedo Mask si apprestano a combattere il nemico. |                   |                  |
| 26                         | Atto 26º: Rinascita – Senza fine – 「Act.26 再生 – NEVER ENDING –」 - Act.26 Saisei – Never Ending – – "Atto 26 Rinascita – Never Ending –" | 18 luglio 2015    | 12 gennaio 2017  |
| 26                         | Usagi, Mamoru e Death Phantom sono scomparsi davanti agli occhi delle Guerriere Sailor e di Re Endymion, che ritornano al palazzo di cristallo. La Nuova Regina Serenity si sveglia, finalmente, dal suo lungo sonno: a causare il suo risveglio è stata proprio la trasformazione di Chibiusa, in Sailor Chibi Moon che ha accettato il suo destino come Guerriera Sailor e come futura regina del Regno della Luna. Usando la chiave dello spazio-tempo, Chibiusa raggiunge Usagi e Mamoru: Sailor Moon e Sailor Chibi Moon usano entrambe il loro potere e attaccano Nemesis provocandone la sconfitta. In quel momento la nuova Regina Serenity affida alle Guerriere nuovi poteri e nuove trasformazioni, e come dona a Sailor Moon una nuova spilla per contenere il Cristallo d'Argento Leggendario e un nuovo scettro; infine la Regina usa il suo potere per riportare alla normalità la Terra del futuro. Pur sapendo di non poterlo fare, Usagi e Serenity decidono di correre il rischio e di incontrarsi. Tornati nel passato, Usagi e Mamoru salutano a malincuore la piccola Chibiusa che però torna poco dopo insieme a Diana, con una lettera scritta dalla Regina che ringrazia Sailor Moon per l'addestramento che impartirà alla piccola Chibiusa fintanto che rimarrà nel suo tempo. |                   |                  |
| Death Busters (13 episodi) | |                   |                  |
| 27                         | Atto 27º: Infinity 1 – Premonizione (prima parte) 「Act.27 無限1 予感・前編」 - Act.27 Mugen 1 yokan Zenpen – "Atto 27 Infinito 1 – Premonizione (prima parte)" | 4 aprile 2016     | 16 giugno 2017   |
| 27                         | Qualche tempo dopo dalla fine della battaglia contro il Clan della Black Moon, Usagi e le sue amiche trascorrono delle giornate tranquille e felici. Una notte però Mamoru, Rei e una misteriosa ragazza fanno uno strano sogno nel quale una voce femminile intima qualcuno di risvegliarsi e preannuncia l'inizio della distruzione portata da tre oggetti chiamati talismani. Nel frattempo, i telegiornali continuano a parlare del fatto che alcuni studenti della celebre accademia Infinity (Mugen nella versione originale) si siano trasformati in creature mostruose, definite regressioni ataviche, e abbiano causato il panico attaccando la gente. Nel pomeriggio, le ragazze si ritrovano alla sala giochi dove incontrano un ragazzo, dal quale Makoto e Minako rimangono affascinate, che dà ad Usagi delle indicazioni per vincere ad un videogioco di corse automobilistiche. Fuori dalla sala giochi, Mamoru incontra invece una ragazza che gli dice che grazie al suo specchio ha potuto vedere che nella sua vita passata lui era un principe. In seguito, i due sconosciuti, che indossano la divisa dell'accademia Infinity, si allontanano insieme. Grazie ad una rivista, le ragazze scoprono che il ragazzo è Haruka Ten'ou, un pilota molto famoso; la sua compagna conosciuta da Mamoru è invece Michiru Kaiou, una famosa violinista. Intanto, mentre due ragazze dell'accademia Infinity passeggiano, un uovo nero scende dal cielo e colpisce una di loro che si trasforma in un mostro chiamato daimon. Le guerriere Sailor entrano in azione e, grazie ai loro nuovi attacchi, Jupiter e Venus sconfiggono il daimon e liberano la ragazza. Dopo la battaglia Minako ha però la sensazione di essere osservata mentre Usagi capisce che il Cristallo d'Argento Leggendario ha reagito quando è apparsa la creatura. Tutti si riuniscono al centro di comando, dove Luna e Artemis rivelano i loro sospetti su un ipotetico legame tra i daimon e l'accademia Infinity; le ragazze decidono allora di andare ad indagare direttamente all'accademia. |                   |                  |
| 28                         | Atto 27º: Infinity 1 – Premonizione (seconda parte) 「Act.27 無限1 予感・後編」 - Act.27 Mugen 1 yokan Kōhen – "Atto 27 Infinito 1 – Premonizione (seconda parte)" | 11 aprile 2016    | 17 giugno 2017   |
| 28                         | Mamoru accompagna Chibiusa e i suoi compagni di scuola al parco. Nel frattempo le guerriere Sailor si domandano ancora da dove provengano i daimon che hanno attaccato gli studenti dell'Accademia Infinity; e mentre Usagi si trasforma con la sua Penna Lunare in una studentessa dell'istituto per indagare, si scopre che dietro la creazioni di tali mostri c'è la stessa preside della scuola Kaori Kuromine: ella è in realtà una strega di nome Kaolinite, membro dei Death Busters, i quali sono al servizio dell'entità maligna Master Pharaoh 90. Per favorire la venuta del loro padrone i Death Busters stanno cercando per lui più ricettacoli possibili per le uova di daimon; nella maggior parte dei casi però gli esseri umani non sono in grado di reggere l'evoluzioni e regrediscono in forma di mostri. Tra i pochi ricettacoli perfetti ci sono le Witches 5: cinque giovani streghe, che lavorano sotto copertura come studentesse responsabili dei corsi dell'istituto Infinity; esse ambiscono al rango di Magus raggiunto da Kaolinite la quale affida loro il compito di distruggere le guerriere Sailor. Per adempire a questo incarico le Witches 5 impiantano un uovo di daimon in un gatto che si trasforma in un gigantesco mostro; la bestia attacca una misteriosa ragazza con cui Chibiusa stava facendo amicizia. Mentre Sailor Chibi Moon protegge la ragazza, Sailor Moon e le altre guerriere affrontano il daimon e alla fine Usagi riesce a distruggerlo con il suo nuovo scettro attingendo ai poteri della sua controparte futura, la Nuova Regina Serenity; il tutto aviene sotto lo sguardo di due misteriose figure che sembrano guerriere Sailor. |                   |                  |
| 29                         | Atto 28º: Infinity 2 – Interferenze 「Act.28 無限2 波紋」 - Act.28 Mugen 2 Hamon – "Atto 28 Infinito 2 – Increspature" | 18 aprile 2016    | 17 giugno 2017   |
| 29                         | La ragazza salvata da Chibiusa si presenta come Hotaru Tomoe, figlia del professor Souichi Tomoe ricercatore presso l'Accademia Infinity; tornata a casa la ragazza riceve dal padre un misterioso amuleto che a detta di Tomoe servirà a alleviare i suoi dolori. Mentre Usagi cerca di capire chi possano essere le due misteriose guerriere Sailor intraviste la sera prima, notando una certa somiglianza con Haruka e Michiru, Kaolinite è determinata a scoprire l'ubicazione dei tre misteriosi talismani, avendo avuto un sogno simile a quello di Hotaru e si domanda da dove venga il potere di Sailor Moon, incredibilmente somigliante a quello del Cristallo Tairon affidatole da Pharaoh 90. Quella sera Rei deve partecipare a un cammino di purificazione, per le sacerdotesse come lei, in montagna e le ragazze decidono di accompagnarla. Nel bosco c'è anche un raduno di studenti dell'Accademia Infinity e Rei e Makoto sentono una di loro, Yuko Animura, responsabile del corso di Filosofia incitare gli altri studenti a cedere le anime al loro grande maestro e scoprono così l'esistenza dei Death Busters. Yuko si rivela infatti essere Eudial, una delle Witches 5 e Sailor Mars e Sailor Jupiter faticano a tenere testa ai suoi poteri del fuoco; fortunatamente le altre ragazze scoprono che le loro amiche sono in pericolo e Sailor Moon riesce così a distruggere Eudial. Usagi nota però una delle Guerriere Sailor della sera precedente che si allontna e la insegue; la misteriosa Guerriera si limita però a dire a Usagi di non interferire e si congeda dopo averla baciata. |                   |                  |
| 30                         | Atto 29º: Infinity 3 – Due nuove combattenti 「Act.29 無限3 –2人 New Soldiers–」 - Act.29 Mugen 3 – 2–ri New Soldiers – – "Atto 29 Infinito 3 – Due nuove guerriere –" | 25 aprile 2016    | 18 giugno 2017   |
| 30                         | Usagi inizia a sospettare che la guerriera da lei incontrata la sera precedente possa essere Haruka, che a dispetto dell'apparenza si rivela essere una ragazza; nel frattempo lei e le sue amiche continuano ad avere strani sogni riguardanti la distruzione della città e il ritrovamento dei tre talismani. Kaolinite, delusa dal fallimento di Eudial affida la prossima missione a un'altra delle sue streghe, Mimete. La ragazza sfruttando la sua popolarità nell'istituto dove è conosciuta come Mimi Hanyu, responsabile del corso di Belle Arti, organizza un concerto nella scuola durante il quale si esibirà anche Michiru. Nel frattempo Chibiusa fa visita a Hotaru e quando la ragazza inizia nuovamente a sentirsi male la piccola Usagi usa il suo Cristallo d'Argento per curarla; poco dopo si presentano in elicottero Haruka e Michiru per offrire a Chibiusa un passaggio per il concerto, e durante il viaggio Michiru parla del suo specchio identificandolo come suo talismano. Mentre Usagi, Mamoru e le altre ragazze ascoltano l'esibizione di Michiru, Minako si trasforma in una studentessa con i Bracciali Lunari di Sailor V e si intrufola al concerto di Mimi. La ragazza sta ipnotizzando il pubblico con il suo canto ma Minako si trasforma in Sailor Venus e riesce a farli tornare in sé; Mimete invoca quindi diversi daimon ma ad aiutare Sailor Venus giungono le altre ragazze che distruggono le creature. Mimete sembra ancora inarrestabile ma quando sta per colpire Sailor Chibimoon ecco che appaiono le due misteriose guerriere e in un batter d'occhio uccidono la strega: loro sono Sailor Uranus, guardiana dei Cieli, e Sailor Neptune, guardiana degli Oceani. |                   |                  |
| 31                         | Atto 30º: Infinity 4 – Sailor Uranus e Sailor Neptune 「Act.30 無限4 - Sailor Uranus 天王はるか Sailor Neptune 海王みちる」 - Act.30 Mugen 4 – Sailor Uranus Tenō Haruka Sailor Neptune Kaiō Michiru – "Atto 30 Infinito 4 – Sailor Uranus Haruka Ten'ou Sailor Neptune Michiru Kaiou" | 2 maggio 2016     | 18 giugno 2017   |
| 31                         | Le due nuove guerriere se ne vanno dopo aver nuovamente intimato alle altre Guerriere di non interferire con i loro piani; Luna spiga che le due sono Guerriere solitarie del Sistema Solare esterno e che il loro compito era quello di proteggere il Regno Argentato dalle minacce esterne per questo non si erano mai incontrate prima. Il giorno dopo Mamoru aiuta Chibiusa in un compito a casa che consiste nel realizzare un calice con la creta; la piccola Usagi riesce così a riprodurre la Coppa Lunare un calice usato da sua madre che dovrebbe amplificare i suoi poteri. I questa occasione Mamoru e Usagi ammettono di aver provato gelosia rispettivamente per Haruka e Michiru e si riconciliano. Ami nel frattempo decide di iscriversi ai test di ammissione per l'Accademia Infinity e scopre che solo una ragazza ha ottenuto un punteggio superiore al suo, Yui Bidoh, responsabile del corso di informatica e decide di conoscerla. Ami scopre però che Yui è in realtà Viluy, la terza delle Witches 5, mandata da Kaolinite a catturare Sailor Mercury per offrirla come ricettacolo a Pharaoh 90; Sailor Moon e le altre giungono a salvare l'amica e a sorpresa si presentano anche Michiru e Haruka che si trasformano rispettivamente in Sailor Neptune e Sailor Uranus. Quest'ultima invoca una spada, il suo talismano, e con il suo potere elimina definitivamente Viluy. Nel frattempo Motoki conosce una studentessa di fisica dall'aspetto familiare che si presenta come Setsuna Meiou. |                   |                  |
| 32                         | Atto 31º: Infinity 5 – Sailor Pluto 「Act.31 無限5 - Sailor Pluto 冥王せつな」 - Act.31 Mugen 5 – Sailor Pluto Meiō Setsuna – "Atto 31 Infinito 5 – Sailor Pluto Setsuna Meiou" | 9 maggio 2016     | 19 giugno 2017   |
| 32                         | Setsuna sta indagando su una misteriosa turbolenza spazio-temporale. Nel frattempo Pharaoh 90 convoca a se Kaolinite e il professor Tomoe (anche lui dalla sua parte) per chiedere loro ancora più ricettacoli per rafforzare il potere del Critallo Tairon, e medita di usare il Cristallo d'Argento Leggendario di Sailor Moon; per catturare la guerriera Kaolinite affida l'incarico a Tellu delle Witches 5. La strega, sfruttando la sua identità fasulla di Ruru Teruno, responsabile del corso di botanica dell'Accademia Infinity apre un negozio in cui vende piante stregate chiamate Tellun. Makoto ne compra una e finisce per avere sogni terribili per poi svegliarsi e trovare tutte le piante distrutte; anche Setsuna finisce vittima e nel sonno sente la voce della Nuova Regina Serenity che la invita a risvegliarsi, alla fine riesce a riprendersi grazie all'intervento di Haruka e Michiru. Le Guerriere Sailor raggiungono i giardini botanici dell'istituto su suggerimento di Makoto ma Tellu sembra invincibile e nemmeno i nuovi poteri di Sailor Chibi Moon che ha ottenuto un nuovo scettro non possono fare niente contro di lei. La strega si trasforma in un daimon e si prepara a distruggere definitivamente Sailor Moon ma una voce sussurra un attacco mortale che la distrugge: a lanciarlo è stata Setsuna che altri non è che una rediviva Sailor Pluto. |                   |                  |
| 33                         | Atto 32º: Infinity 6 – Le tre nuove guerriere Sailor 「Act.32 無限6 3戦士」 - Act.32 Mugen 6 – 3 senshi – "Atto 32 Infinito 6 – 3 guerriere" | 16 maggio 2016    | 19 giugno 2017   |
| 33                         | Sailor Uranus Neptune e Pluto si prostrano davanti a Sailor Moon trasformatasi nella principessa Serenity e le spiegano che in quanto protettrici del Sistema Solore spetta a loro sconfiggere i Death Busters. Nel frattempo Pharaoh 90, desideroso di ottenere più potere chiede a Kaolinite e al professor Tomoe di procurargli il Cristallo d'Argento Leggendario di Sailor Moon. Quando l'Accademia Infinity chiude per via delle recenti sparizioni Luna chiede a Chibiusa di sfruttare la sua amicizia con Hotaru per scoprire qualcosa di più su Tomoe; ma quando scopre che la sua amica è in realtà una sorta di cyborg dotata di parti meccaniche Chibiusa fugge terrorizzata. Nel frattempo si scatena un temporale e centinaia di persone iniziano a perdere la loro anima diventando perfetti ricettacoli; la responsabile è Cyprine l'ultima delle Witches 5 nonché la più forte, che sta tentando di uccidere le spie Haruka e Michiru. Quando tutte le Guerriere Sailor giungono a dare loro man forte la strega usa il potere del Cristallo Tairon concessole da Kaolinite per spingere le Sailor a combattere tra di loro; solo Sailor Moon è immune e tenta di distruggere Cyprine ma senza successo, la strega quindi si sdoppia rivelando la sua altra metà, Ptilol. All'arrivo di Tuxedo Mask e Chibiusa, Usagi unisce con loro i suoi poteri facendo così apparire la Leggendaria Coppa Lunare. |                   |                  |
| 34                         | Atto 33º: Infinity 7 – Trasformazione Super Sailor Moon 「Act.33 無限7 変身 SUPER SAILOR MOON」 - Act.33 Mugen 7 – Henshin Sūpā Sērā Mūn – "Atto 33 Infinito 7 – Trasformazione Super Sailor Moon" | 23 maggio 2016    | 20 giugno 2017   |
| 34                         | Il potere della Coppa Lunare riesce a liberare le Guerriere Sailor dal controllo mentale di Cyprine e Ptilol e tutte convergono i loro poteri nella Coppa, grazie alla quale Sailor Moon si trasforma in Super Sailor Moon; con i suoi nuovi poteri Usagi riesce quindi a uccidere Cyprine e Ptilol definitivamente. Le Guerriere del Sistema Solare Esterno spiegano allora la verità sui loro tre talismani (la Spada, lo Specchio e la Sfera in possesso di Sailor Pluto): tali oggetti dovevano rimanere il più possibile lontani tra loro, per questo loro tre erano confinate nei loro pianeti a fare la guardia. Quando la Regina Metallia distrusse il Regno Argentato, le tre Guerriere si incontrarono di nuovo per la prima volta e l'unione dei loro tre talismani fece apparire Sailor Saturn, la guardiana della distruzione e del silenzio la quale calando la sua falce decretò la fine di quel mondo distruggendolo e ricostruendolo da capo e fu allora che gli abitanti del regno della Luna si ritrovarono reincarnati sulla Terra. Le tre Guerriere hanno appreso che lo spirito di Sailor Saturn alberga nel corpo di Hotaru Tomoe e pertanto intendono ucciderla prima che possa risvegliarsi. Sailor Moon e le altre Guerriere si oppongono a questa decisione e Chibiusa corre a casa di Hotaru; nella ragazza però risiede anche Mistress 9, l'entità maligna partner di Pharaoh 90, la quale si è definitivamente risvegliata dopo l'esposizione al Cristallo d'Argento. Mistress 9 ruba quindi il Critallo di Chibiusa e con esso la sua anima, lasciandola priva di vita. |                   |                  |
| 35                         | Atto 34º: Infinity 8 – Il labirinto Infinity (prima parte) 「Act.34 無限8「無限迷宮」1」 - Act.34 Mugen 8 "Rabirinsu Mugen" 1 – "Atto 34 Infinito 8 – "Labirinto infinito" 1" | 30 maggio 2016    | 20 giugno 2017   |
| 35                         | Sailor Uranus, Neptune e Pluto sono ancora più convinte a uccidere Hotaru ora che si è trasformata in Mistress 9; Sailor Moon però è ancora convinta che si posso trovare una soluzione per salvare la ragazza e si dirige all'Accademia Infinity con Seilor Mercury, Mars, Jupiter e Venus; lasciando a casa Mamoru a vegliare sul corpo di Chibiusa. Mistress 9 nel frattempo si riunisce con Pharaoh 90 e dona al suo padrone il Cristallo D'argento Leggendario preso alla piccola Chibiusa affinché Pharaoh 90 riacquisti del tutto le forze per invadere la terra e ordina a Kaolinite di sbarazzarsi delle guerriere Sailor: per tale scopo Kaolinite compie un rituale e riporta in vita le Witches 5. Sailor Moon e le altre giungono finalmente alla scuola ma ad attenderle ci sono Cyprine e Ptilol che danno il loro il ben venuto al Labirinto Infinito. Tutte le Guerriere si ritrovano quindi in dimensioni oniriche in cui le streghe tentano di dissuaderle dal loro ruolo di protettrici della terra con visioni dei loro sogni. Rei si ritrova a prendere il tè con Eudial che la invita a concentrarsi sull'imparare le buone maniere per essere una donna perfetta, Ami finisce in una stanza piena di computer e apparecchiature elettroniche dove viene catturata da Viluy, Minako viene portata da Mimete su un palco davanti a una folla esultante per realizzare il suo sogno di diventare una cantante e Makoto si ritrova in un giardino di fiori e inebriata dal profumo cade addormentata sotto gli occhi di Tellu. Usagi si ritrova invece in un incubo dove vede Chibiusa e Mamoru che tentano di ucciderla ma riesce a svegliarsi trovandosi da sola contro le Witches 5. Le Guerriere del Sistema Solare esterno vedendo le altre in difficoltà accorrono in loro soccorso, uccidendo tutte le streghe e liberando le altre Guerriere intrappolate. Usagi può nuovamente trasformarsi in Super Sailor Moon e con tutte le altre Guerriere al suo seguito affronta Kaolinite in forma di daimon, riuscendo infine ad ucciderla. |                   |                  |
| 36                         | Atto 35º: Infinity 9 – Il labirinto Infinity (seconda parte) 「Act.35 無限9「無限迷宮」2」 - Act.35 Mugen 9 "Rabirinsu Mugen" 2 – "Atto 35 Infinito 9 – "Labirinto infinito" 2" | 6 giugno 2016     | 21 giugno 2017   |
| 36                         | Grazie al nuovo potere del Cristallo d'Argento di Chibiusa Pharaoh 90 si prepara al suo avvento sulla terra; tuttavia nel corpo di Mistress 9 l'anima di Hotaru è ancora viva e a fatica sta lottando per liberarsi. Nel frattempo le Guerriere Sailor si dividono e Super Sailor Moon accompagnata da Uranus, Neptune e Pluto, trova nel seminterrato il professor Tomoe; l'uomo spiega di essersi unito a Pharaoh 90 dopo che Hotaru rimase gravemente ferita in un incidente di laboratorio. Mentre stava cercando di rianimare la figlia con un intervento chirurgico che l'avrebbe trasformata in un corpo perfetto, il malvagio scienziato assistette all'arrivo di Pharaoh 90 e degli altri alieni provenienti dalla Galassia Omega del sistema Tau; la sua assistente Kaori divenne quindi un ricettacolo e lo stesso Tomoe fu infettato dal mostro Germatoide, e lo spirito di Mistress 9 si insidiò nel corpo di Hotaru. Dopo aver tentato invano di riportare Tomoe alla ragione Super Sailor Moon è infine costretta a ucciderlo, ma mentre lascia l'edificio Usagi retrocede alla trasformazione precedente, segno che è successo qualcosa a Sailor Venus, Mars Jupiter e Mercury. I suoi sospetti si rivelano presto fondati quando davanti a lei si palesa Mistress 9, mentre le altre guerriere giacciono prive di sensi nel cortile sottostante. |                   |                  |
| 37                         | Atto 36º: Infinity 10 – Atmosfera superiore 「Act.36 無限10 無限大――上空」 - Act.36 Mugen 10 Mugendai–Jōkū – "Atto 36 Infinito 10 – Il cielo" | 13 giugno 2016    | 21 giugno 2017   |
| 37                         | Pharaoh 90 è ormai pronto alla sua venuta sulla Terra che intende trasformare nel nuovo sistema Tau; l'entità oscura inizia quindi a diffondersi sotto forma di pura energia oscura ma le Guerriere del Sistema Solare Esterno, poste sulla cima dei tre grattacieli dell'Accademia Infinity, usano i loro talismani per creare una barriera che possa contenerlo. Nel frattempo Mistress 9 vorrebbe sbarazzarsi del suo corpo mortale per assumere la sua vera forma, ma l'anima di Hotaru, ancora viva dentro di lei, sta lottando strenuamente per impedirglielo. Mistress 9 allora inizia a risucchiare le anime di Sailor Venus, Mercury, Jupiter e Mars pertanto Hotaru è costretta ad assecondarla. Mentre Mistress 9 riacquista il suo vero aspetto, l'anima di Hotaru fa riprendere i sensi alle guardiane, poi raggiunge Chibiusa restituendole l'anima e il suo Cristallo d'Argento, prima di sparire a causa della distruzione del suo vero corpo. Ripresasi completamente Chibiusa raggiunge le altre guerriere insieme a Tuxedo Mask; ora che tutte le Guerriere sono riunite compare la Coppa Lunare e il desiderio di Chibiusa di aiutare la madre è talmente forte da farne apparire una seconda (probabilmente quella del futuro). Usagi e Chibiusa si trasformano quindi i Super Sailor Moon e Super Sailor Chibi Moon e si preparano ad attaccare il nemico. |                   |                  |
| 38                         | Atto 37º: Infinity 11 – Il verdetto 「Act.37 無限11 無限大――審判」 - Act.37 Mugen 11 Mugendai–Shinpan – "Atto 37 Infinito 11 – Arbitro" | 20 giugno 2016    | 22 giugno 2017   |
| 38                         | Sailor Moon e Sailor Chibi Moon riescono a sconfiggere la malvagia Mistress 9 combinando i loro poteri ma ella si fonde completamente con Pharaoh 90: il loro potere messo insieme è tale da indebolire la barriera protettiva. Super Sailor Moon e Chibi Moon convergono tutti i loro attacchi verso il nemico con l'aiuto di Tuxedo Mask e delle altre quattro Guerriere ma Pharaoh 90 riesce alla fine a sfondare la barriera e inizia a diffondersi su tutta la città. Ormai priva di alternative, Usagi raccoglie nella Coppa Lunare tutta l'energia dei suoi amici e con essa si butta nelle viscere più profonde di Pharaoh 90 sperando di poterlo distruggere dall'interno. Tutti rimangono sconvolti mentre i tre talismani reagiscono all'apparente morte della principessa della Luna: dalle ceneri dell'edificio ciò che rimane del corpo d Hotaru si ricompone e in esso si risveglia definitivamente Sailor Saturn. La Guerriera della distruzione spiega che, come quando cadde il Regno Argentato, l'unico modo per salvare questo mondo è distruggerlo interamente e ricostruirlo da zero; Sailor Saturn ferisce quindi Pharaoh 90 che la riconosce come la luce che aveva incontrato nelle sue visioni. Mentre tutti trattengono il fiato e Chibiusa chiama disperatamente sua madre, Sailor Saturn inizia a calare la sua falce, pronta a spazzare via qualunque cosa. |                   |                  |
| 39                         | Atto 38º: Infinity 12 – Il viaggio 「Act.38 無限12 無限大――旅立ち」 - Act.38 Mugen 12 Mugendai–Tabidachi – "Atto 38 Infinito 12 – Partenza" | 27 giugno 2016    | 22 giugno 2017   |
| 39                         | Tutto sembra destinato a finire mentre la falce della Guerriera del silenzio cala lentamente ma improvvisamente una luce appare nell'oscurità: è Super Sailor Moon, ancora viva, la quale, con tutto il potere racchiuso nella Coppa Lunare, ferisce mortalmente Pharaoh 90 ormai privo di forze. Avendo capito che, con Usagi ancora viva, non c'è bisogno di distruggere tutto il mondo, Sailor Saturn intercetta il nemico, in un ultimo disperato tentativo di fuggire verso il suo mondo di provenienza. Sailor Saturn ordina quindi a Sailor Pluto di confinare sia lei sia Pharaoh 90 nel sistema Tau e Setsuna, con riluttanza, chiude la porta che conduce verso l'altra dimensione. Mentre il potere del Cristallo d'Argento Leggendario fa evolvere tutte le guerriere nella loro forma Super, Usagi si trasforma momentaneamente nella Nuova Regina Serenity e con il potere del suo scettro distrugge tutta l'oscurità riportando la città al suo stato di origine. Dal cielo compare una piccola bimba in fasce che si rivela essere Hotaru, completamente rinata e con lo spirito di Sailor Saturn ancora dormiente dentro di lei; Haruka, Michiru e Satsuna si offrono quindi di crescerla come loro sorella e riprendono la loro strada. Un anno dopo, terminata l'estate, Usagi, Minako, Ami, Rei e Makoto, ormai sedicenni, si apprestano a entrare al liceo mentre Mamoru è pronto ad iniziare gli studi in università. Chibiusa invece ha completato il suo apprendistato e si prepara a tornare nel XXX secolo con Diana; quel giorno però è in arrivo una grande eclissi solare e mentre la osservano, Usagi e Chibiusa odono il misterioso suono di una campanella. |                   |                  |

## Colonna sonora

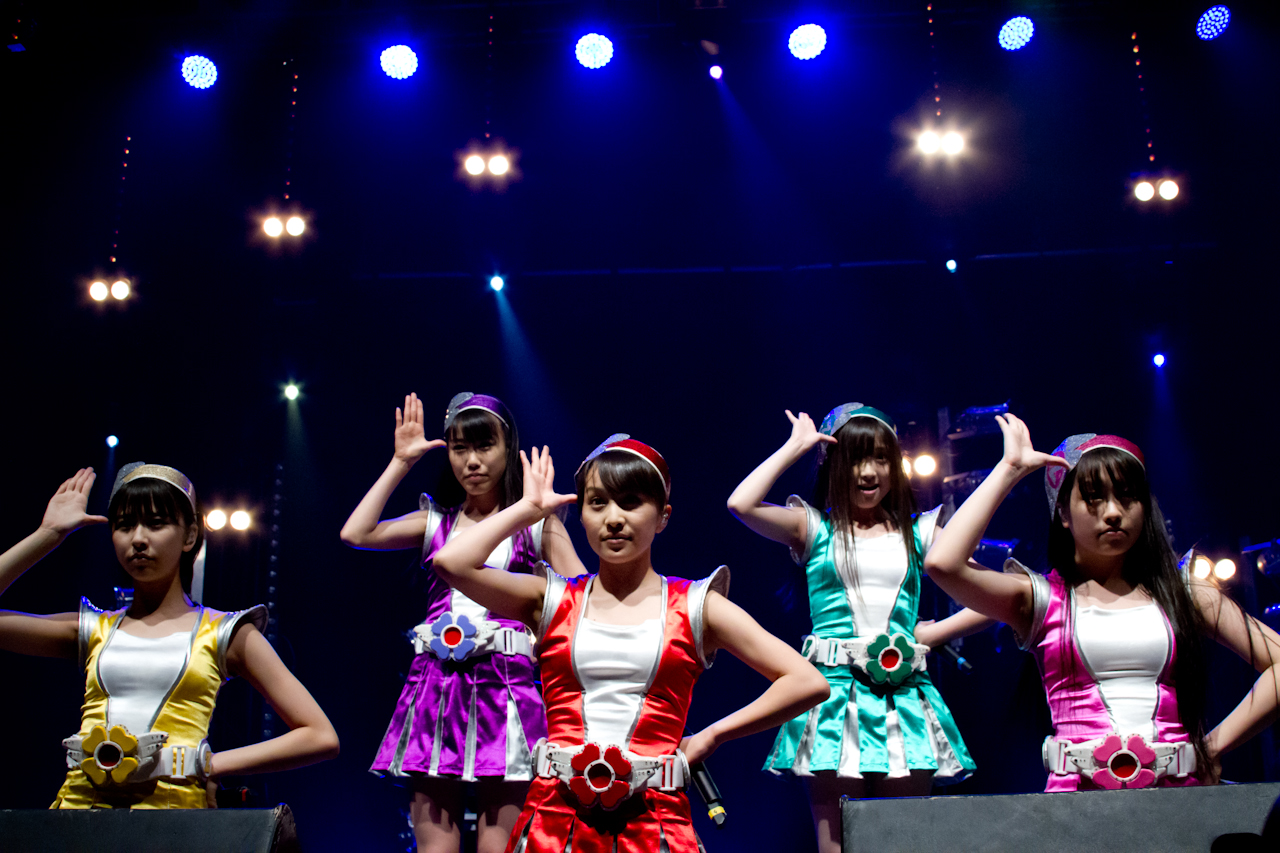
Le Momoiro Clover Z, interpreti di entrambe le sigle

### Archi primo e secondo
Il 30 luglio 2014 è stato pubblicato in Giappone il primo CD contenente le sigle e la loro versione karaoke, in due edizioni: Momoclo Version e Sailor Moon Version. La Momoclo Version vede in copertina le cantanti delle sigle, le Momoiro Clover Z, e oltre ad avere le sigle e la versione karaoke vi è anche una cover della canzone Moon Revenge, facente parte della colonna sonora dell'anime storico. La Sailor Moon Version vede in copertina un'immagine inedita dell'ONA, e oltre al CD è presente un Blu-Ray contenente il video musicale della sigla di apertura, Moon Pride, composta da animazioni inedite dell'ONA. Il 2 agosto il singolo è stato inoltre reso disponibile su iTunes in centoventi nazioni.
Il 24 dicembre 2014 è uscito, invece, un secondo CD contenente tutta la colonna sonora dell'ONA e composta da due CD con un totale di 54 tracce tra musiche strumentali e brani, tra cui la versione TV Size delle sigle. Per il 29 aprile 2015 è, infine, prevista l'uscita di un terzo CD, "Sailor Moon Crystal Character Song" composta da 10 nuove canzoni interpretate dai doppiatori delle guerriere Sailor, Tuxedo Mask e dei Quattro generali celesti.
Per l'edizione italiana, la sigla di apertura Moon Pride è adattata in italiano: le cinque cantanti del gruppo Momoiro Clover Z vengono sostituite rispettivamente da Laura Salamone (per le parti di Reni Takagi), Aurelia Porzia (per le parti di Ayaka Sasaki), Noemi Smorra (per le parti di Momoka Ariyasu), Viviana Ullo (per le parti di Shiori Tamai) e Francesca Buttarazzi (per le parti di Kanako Momota). Per il resto la colonna sonora rimane invariata rispetto all'originale, compresa la sigla di chiusura.
Sigla di apertura
- Moon Pride (lett. "L'orgoglio della luna"), scritta e composta da Revo dei Sound Horizon, cantata dalle Momoiro Clover Z

Sigla di chiusura
- Gekkō (月虹? lett. "Arcobaleno della luna"), cantata dalle Momoiro Clover Z

Sigla di apertura italiana
- Orgoglio lunare, versione italiana di Moon Pride, realizzata da Valerio Gallo Curcio, cantata da Laura Salamone, Aurelia Porzia, Noemi Smorra, Viviana Ullo e Francesca Buttarazzi

### Arco terzo
Per la terza serie è stata annunciata una sigla di apertura cantata da tre artisti a rotazione, Etsuko Yakushimaru, Mitsuko Horie e le Momoiro Clover Z, e tre sigle di chiusura cantate da alcuni doppiatori della serie. Sono stati previsti e distribuiti 3 CD con le tre diverse opening ed in ognuno una delle 3 ending: il primo, pubblicato il 27 aprile 2016, contiene l'opening cantata da Etsuko Yakushimaru e l'ending eternal eternity; il secondo, uscito il 25 maggio 2016, contiene l'opening cantata da Mitsuko Horie e l'ending Otome no susume, ed infine il terzo, edito il 22 giugno 2016, contiene l'opening cantata dalle Momoiro Clover Z e l'ending Eien dake ga futari wo kakeru.
Per l'edizione italiana, la sigla di apertura New Moon ni koishite è adattata in italiano; il resto della colonna sonora rimane invariato rispetto all'originale, comprese le sigle di chiusura.
Sigla di apertura
- New Moon ni koishite (ニュームーンに恋して? lett. "Innamorarsi con la luna nuova"), cantata da Etsuko Yakushimaru (ep. 1-4, 13), Mitsuko Horie (ep. 5-8), Momoiro Clover Z (ep. 9-12)

Sigle di chiusura
- eternal eternity (lett. "eterna eternità"), cantata da Junko Minagawa (Haruka Ten'ou/Sailor Uranus) e Sayaka Ōhara (Michiru Kaiou/Sailor Neptune) (ep. 1-4, 13)
- Otome no susume (乙女のススメ? lett. "I consigli di una fanciulla"), cantata da Misato Fukuen (Chibiusa/Sailor ChibiMoon) (ep. 5-8)
- Eien dake ga futari wo kakeru (永遠が二人を架ける? lett. "Solo l'eternità ci collega"), cantata da Kenji Nojima (Mamoru Chiba/Tuxedo Mask) (ep. 9-12)

Sigla di apertura italiana
- Luna nuova, versione italiana di New Moon ni koishite, cantata da Aurelia Porzia